# Таранов Микола Миколайович
Микола Миколайович Таранов (26 вересня 1949, Сталіно) — радянський футболіст, що грав на позиції захисника. Відомий за виступами у складі запорізького «Металурга» у першій лізі чемпіонату СРСР, а також у складі донецького «Шахтаря» у вищій радянській лізі.

## Біографія
Микола Таранов народився в Донецьку (на той час Сталіно), та є вихованцем місцевої футбольної школи. У 1967 році розпочав виступи в аматорський команді «Вуглик» з Красноармійська, а з наступного року грав у складі команди вже у класі «Б». З 1968 року грав у складі донецького «Шахтаря», спочатку в дублюючому складі, а з 1970 року у вищій радянській лізі, де провів 16 матчів. У 1971 році став гравцем команди другої ліги «Таврія» з Сімферополя, де разом із іншими недавніми гравцями команд вищої ліги Володимиром Зотиковим та Ігорем Тельновим мали посилити захисну ланку команди. Проте в сімферопольській команді Таранов зіграв лише 15 матчів, і після закінчення сезону покинув клуб. У 1972—1973 роках Микола Таранов проходив військову службу в складі СК «Чернігів». У 1974 році він став гравцем команди першої ліги «Металург» із Запоріжжя, у складі якого зіграв майже 100 матчів. У 1978 році Таранов грав у команді другої ліги «Кристал» з Херсона, а у 1979 році також у друголіговій команді «Будівельник» з Череповця. Закінчував виступи на футбольних полях Микола Таранов у команді другої ліги «Хісар» з Шахрисабза, в якій грав до 1984 року. після закінчення виступів як футболіста протягом двох років працював головним тренером «Хісара». Пізніше Таранов повернувся до Донецька, де спочатку грав у аматорських командах, а пізніше працював дитячим тренером.